# 高髻
高髻（こうけい）とは奈良時代の女性貴族の髪型。唐の女性の髪形に取材したもので、類似したものに双髻（そうけい）、一髻（いっけい）がある。一髻で髻も頭上に作り後ろ髪を垂らすものは平安時代に入ってからも天皇に仕える采女（うねめ）に結われた。（時代祭で小野小町がこれを結っている）
髪に指す部分が金属でできた彩色した象牙細工の花簪を髪に飾る。

## 結い方
前髪は真ん中で分けてひっつめ鬢は残しておく。
後ろ髪をまとめて頭頂部で髷を作る。髷の本体は髪の先を分けて二つの輪を作ったもので、余った髪を十文字に髷の根元に巻きつけて完成。
鬢は肩の辺りで折り返して耳の横辺りに当たる部分を赤い色紙で包む。
- 一髻：前髪を真ん中でわけ鬢と合流させたのち鬢ごと肩につかない程度で頭頂部に折り返して髷を作る。後ろ髪も同様にして毛先を髷の根元に巻いてしまう。
- 双髻：高髻と同じ要領で髷を二つ作るもの。毛先を巻き納める前にいったん下におろして緩やかな輪にする型もある。